# Gravitatieheuvel

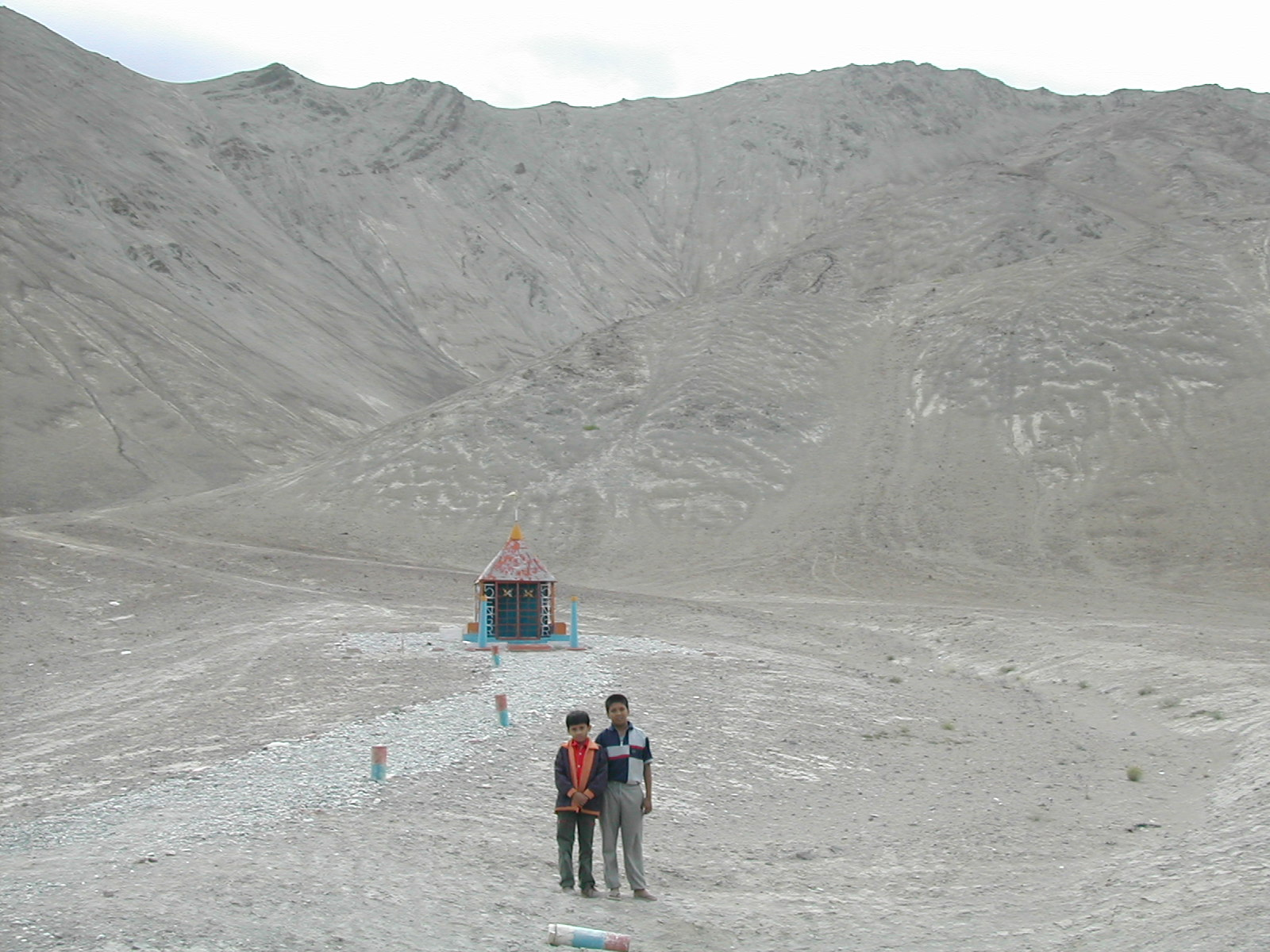
Gravitatieheuvel in Ladakh, India

Een gravitatieheuvel, ook magnetische heuvel genoemd, is de algemene benaming van een plaats waar het omliggende landschap de optische illusie geeft dat een neergaande weg naar boven lijkt te gaan. Het menselijk oog interpreteert de weg dus als stijgend, terwijl deze in werkelijkheid dalend is. Dit geeft meteen ook de illusie dat de wetten van gravitatie niet van toepassing zijn: een stilstaande auto waarvan de handrem afstaat, zal omhoog lijken te rollen.

## Verklaring
Hoewel de lokale bevolking of belanghebbenden soms zullen beweren dat een gravitatieheuvel het gevolg van magnetisme of buitenaardse krachten is, is deze in feite het gevolg van een optische illusie. De belangrijkste factor in de illusie is het ontbreken van een (volledige) horizon. Het menselijk oog gebruikt de horizon als referentie om in te schatten of iets stijgt of daalt. Wanneer de referentie wegvalt, zal men al snel fouten of misinterpretaties maken.

## Voorbeelden
Men vindt dergelijke gravitatieheuvels wereldwijd zoals:
- Magnetische heuvel van Peterborough in Zuid-Australië[2]
- Het mysterie van "Ladeira do Amendoim" te Belo Horizonte, Brazilië[3]
- "La route magique" in Frankrijk[4]

Ook bestaan er attracties die gebaseerd zijn op het principe van een gravitatieheuvel zoals Mystery Spot in Santa Cruz, Californië. Een ander bekend fenomeen is een Ames-kamer.

## Geoïde
In werkelijkheid zitten er wel degelijk hobbels en kuilen in het aardse zwaartekrachtveld door variaties in de massaverdeling van de aarde. Deze worden beschreven door de geoïde. De variaties in zwaartekracht verlopen echter zo geleidelijk dat deze niet visueel waarneembaar zijn.